# Изабела Фарнезе
Изабèла Фарнèзе (на испански: Isabel de Farnesio) или Елизабета Пармска, Елизабета Фарнезе (на италиански: Elisabetta Farnese; * 25 октомври 1692, Палацо дела Пилота, Парма, Херцогство Парма, Пиаченца и Гуастала; † 11 юли 1766, Аранхуес, Кралство Испания), родена като принцеса на Парма и Пиаченца (последната от рода Фарнезе), е чрез брак кралица на Испания като втора съпруга на краля на Испания Филип V. Оказва голямо влияние върху политиката на кралството. От нея (и съпруга ѝ) като наследница на родовете Фарнезе и Медичи, и потомка по пряка линия на папа Павел III произлизат Испанските Бурбони, Неаполитанските Бурбони и Бурбоните на Парма, и косвено Великите херцози на Люксембург.

## Произход
Тя е единствена дъщеря на Одоардо II Фарнезе (* 1666; † 1693), наследствен принц на Парма и Пиаченца, и на съпругата му Доротеа София фон дер Пфалц (* 1670; † 1748), пфалцграфиня на Нойбург. Има един брат:
- Алесандро Иняцио (* 1691; † 1693 като дете)

След смъртта на баща ѝ майка ѝ се жени за неговия брат Франческо Фарнезе, херцог на Парма и Пиаченца, т.е. Изабела става доведена дъщеря на чичо си.

## Биография

### Последна наследница на Фарнезе
Отгледана е в уединение в апартамент в двореца в Парма. Има трудни отношения с майка си, но според свидетелства е дълбоко предана на своя чичо – бъдещ втори баща. Говори и пише на латински, френски и немски език, и е обучавана по реторика, философия, география и история. Според свидетелствата тя няма интерес към ученето или интелектуални интереси. По-добра ученичка е по танци, учи живопис при Пиетро Антонио Аванцини и харесва музика и бродерия. Преживява пристъп на едра шарка малко след Войната за испанско наследство. Не е красива, защото лицето ѝ е отчасти обезобразено от белезите на шарката, но успява да запази привлекателността си. Има твърд, решителен и амбициозен характер; авторите на времето хвалят и нейната проницателност и интелигентност. Строгото образование, на което я подлага майка ѝ, не променя аспектите на характера ѝ.
Поради липсата на мъжки наследници на баща ѝ нейният чичо-втори баща и най-малкият ѝ чичо, които се наследяват един друг, се подготвят за наследяването на Херцогство Парма, Пиаченца и Гуастала по женска линия (в лицето на Изабела). Впоследствие тя получава много предложения за брак, като напр. тези на Виктор Амадей Савойски – княз на Пиемонт, и на Франческо III д'Есте – наследствен принц на Модена (преговорите и с двамата се провалят), и на принц Пико дела Мирандола. Херцогство Парма, Пиаченца и Гуастала по-късно е наследено от първия ѝ син – инфантът Карлос. След възкачването му на испанския трон титлата се предава на третия ѝ син – инфантът Фелипе. Именно той основава съвременния Дом Бурбон-Парма.

### Брак с Филип V Испански
Нейната личност, подобно на останалите ѝ предшественички, влиза в дипломатическата игра на семейство Фарнезе почти като разменна монета. Благодарение на убедителната работа на абат Джулио Алберони на служба при краля на Испания и на интригите на Великата камерхерка на кралския дворец Мари Ан дьо Ла Тремуй, принцеса дез Урсен.
На 16 септември 1714 г. Изабела се омъжва чрез пълномощник в Парма за крал Филип V Испански с обичайната пищност за Фарнезе. Папата, в знак на симпатията си към Испания – бъдещата ѝ родина ѝ присъжда Златната роза – почетно отличие на Католическата църква. Изабела се уговаря с Филип V, че бракът няма да бъде сключен, докато не бъде украсена с избраните от нея бижута. Нейното искане отлага отплаването на флот от 12 кораба, който трябва да донесе натрупаното богатство за три години от Новия свят в Испания. На 30 юли 1715 г. ураган удря флота и потопява 11 кораба близо до днешния град Веро Бийч във Флорида.
Бракът е уреден и поради сексуалните нужди на Филип V, тъй като неговите религиозни скрупули му пречат да има сексуален живот извън брака, и той настоява за брачните си права почти до последните дни от живота на предишната си съпруга. Изабела е естественият избор за него поради традиционните испански интереси в италианските провинции и е наследница на пармския трон. Посланикът на Парма убеждава всемогъщата Принцеса дез Урсен да даде нейното решаващо съгласие за брака, като я убеждава, че Изабела е простодушен човек, свикнал само с ръкоделие и бродерия и е лесна за контрол като заместничка на предишната сътрудничеща си кралица. Успоредно с това абат Алберони информира Изабела, че кралят „желае да бъде управляван“ от други и че тя ще бъде нещастна кралица, ако не поеме бързо контрола, и че ще бъде харесана от испанците, ако премахне влиянието на френската партия начело с принцеса дез Урсен.
Елизабет напуска Парма през септември и пътува до Испания по суша със свита, водена от Маркиз Шота и Олимпия Иполита Лудовизи, принцеса на Пиомбино. Първоначално мисли да пътува по море, но се разболява в Генуа и плановете са променени. На път за Испания се среща с Принца на Монако и с френския посланик, които ѝ предават подаръците от краля на Франция. Прекарва няколко дни в Байон през ноември като гостенка на леля си по майчина линия – кралицата-вдовица Мария Анна Испанска. На френско-испанската граница я посреща Алберони, който прекарва с нея няколко дни, предупреждавайки я за Дез Урсен. По време на пътуването, може би под влиянието му, тя решава да отпрати Дез Урсен, за да бъде единствената с влияние върху краля. При влизане в Испания отказва да се раздели с италианската си свита в замяна на испанска, както е планирано първоначално.
На 23 декември в Хадрак Изабела се среща с Принцеса дез Урсен, която като новоназначена господарка на одеждите пожелава да се представи преди Изабела да се срещне с Филип V в Гуадалахара. Принцесата праща шпиони, които съобщават, че Изабела всъщност изобщо не е плах човек, който лесно ще бъде контролиран. Изабела приема принцесата и иска да говори с нея насаме. Малко след това се чува жесток спор, след което Дез Урсен е арестувана, уволнена и незабавно ескортирана през границата до Франция. Има много различни версии за този инцидент. Алберони информира краля, че Изабела е действала с най-добри намерения и когато Филип се среща с нея в Гуадалахара на 24 декември, той бързо се влюбва в нея от пръв поглед, точно както в бившата си съпруга Мария Луиза Савойска. С тази маневра Испания се освобождава от френското влияние.

### Кралица на Испания
Изабела обича да ловува и на лов носи мъжки дрехи за езда. Описвана е като отличен стрелец и ездач, и често ловува заедно с краля. В началото напълнява заради страхотния си апетит. Харчи екстравагантно, както за себе си, така и за доверените си лица. Кръгът ѝ от доверени лица се състои от медицинската сестра Лаура Пескатори, от нейния италиански лекар Черви и маркиз Скоти, които също са част от италианската ѝ свита. Нейният фаворит сред придворните дами е първо нейната фламандска придружителка Ла Пелегрина, която действа като посредница между нея и министър Патино, и херцогиня Сен Пиер; след като първата се омъжва, а втората заминава за Франция през 1727 г., тя фаворитизира Маркиза Лас Ниев, която има задачата да действа като информатор на кралицата и за която през 1736 г. се казва, че трябва да бъде ухажвана от молителите на кралицата. Тя уважава своята главна придворна дама Графиня дьо Алтамира, която ръководи много строго своите дами.
Първоначално кралицата е популярна, тъй като уволнението на Принцеса дез Урсен я кара да изглежда като спасителка на Испания от френското господство, но пълното ѝ господство на монарх скоро я прави също толкова непопулярна като самата дез Урсен. Изабела също не е популярна сред испанската аристокрация заради упадъка на официалния испански етикет на придворния живот, а брошури на „испанската партия“ обикновено я обвиняват, че държи краля в робство, облагодетелства чужденците и се опитва да убие доведените си синове.

#### Политическо влияние
В ранните години на царуването си тя е доста добре съветвана от Алберони и нейния втори баща Франческо Фарнезе, херцог на Парма. Благодарение на техните съвети успява да доминира над нерешителния характер на съпруга си, който никога не оспорва нито едно от решенията ѝ, като така Изабела придава значителна политическа тежест на Испания през XVIII век. Междувременно по нейна воля Алберони се издига до кардинал и през 1716 г. е назначен за министър-председател. Със съветите на Алберони и на кардинал дел Джудиче Изабела става доверено лице на крал Филип и продължава да елиминира френската партия в двора и да я заменя със свои собствени последователи чрез мрежа от клиенти и съмишленици, създадена с помощта на италианската ѝ медицинска сестра Лора Пескатори.
Кралица Изабела бързо получава пълно влияние върху Филип, който сам пожелава да бъде доминиран. Съобщава се, че тя има физически чар и целеустременост, интелигентна е и може да води разговор, да бъде весела и очарователна, но също така и да има амбиции за слава, одобрение и популярност. Според френския посланик херцог Сен Енян тя кара краля да повярва, че това, което тя желае, е неговата воля, и той споделя нейните вкусове и ексцентричности; кралят също така е силно сексуално зависим от жена си поради скрупулите си относно извънбрачния секс. Биполярните депресии на Филип V периодично го оставят парализиран и неспособен да се справя с държавни дела, по време на които тя се занимава с тях: такива периоди има през 1717, 1732, 1728, 1731, 1732 – 1733 и 1737 г.
За разлика на обичайното за един испански монарх Филип предпочита да споделя апартаментите на кралицата, вместо да има свои отделни, и именно в апартаментите на кралицата той се среща с министрите си. По този начин Изабела присъства на всички правителствени заседания от самото начало и докато първоначално седи отстрани и бродира, скоро взима все повече участие и в крайна сметка говори вместо за съпруга си, докато той седи и слуша. Кралят живее в апартаментите на кралицата, където прекарва цялата нощ. Когато се събужда, той обсъжда правителствените работи с кралицата, след което двойката, все още по халати, се съветва с министрите в спалнята на кралицата, докато правителствените дела са разпръснати на леглото на кралицата от нейните придворни дами. От 1729 г. те рядко излизат от апартаментите на кралицата преди два следобед, след което изпълняват много бързо официалните си функции. Филип изобщо не харесва церемониалния дворцов живот и предпочита да живее в по-малките ловни дворци като Пардо или Аранхуес. Отсъствието им от физическо присъствие в дворцовия живот и публична видимост става толкова забележимо, че те са критикувани за това, особено Изабела. След уволнението на Алберони през 1719 г. тя на практика е единствената владетелка в Испания.
През 1724 г. тя купува за краля от Одескалки скулптурната група Сан Илдефонсо, която през XXI век е в Музея „Прадо“ в Мадрид. През същата година умореният Филип V абдикира в полза на сина си Луис, роден от предишния му брак, и се оттегля в Кралския дворец „Ла Гранха“ близо до Мадрид, но по време на управлението му Изабела запазва властта си. Седем месеца по-късно Луис умира. Тогава Изабела убеждава Филип да се върне на власт с помощта на министрите, папския нунций, богословите и цялата си мрежа от контакти, и успява отново да ръководи испанската политика, особено през последния период, когато кралят губи повечето си умствени способности.

#### Външна политика
Кралицата не се интересува от вътрешната политика и предпочита външната политика, където цели да наложи испанското присъствие в Италианските държави. Това е съчетано с амбицията ѝ за собствените ѝ синове, за които първоначално не се очаква да успеят в Испания поради доведени ѝ синове. Влиянието на кралицата е изцяло в подкрепа на политиката на Алберони и кара иберийската политика да се върне обратно към старите испански владения в Италия, загубени във Войната за испанското наследство и завършили с окупацията на Сардиния и Сицилия. Тя вярва толкова много в тази стратегия, че когато французите напредват отвъд Пиренеите, тя застава начело на испанска дивизия, за да се изправи срещу врага. На април 1719 г. кралицата придружава краля в кампанията му на фронта след френското нашествие; облечена във френска роба от синьо и сребърно, тя непрекъснато разглежда и насърчава своите войски на кон.
През 1717 г. четворният съюз между Франция, Австрия, Великобритания и Холандия слага край на амбициите ѝ. Испанската армия е победена от французите при Виго, а флотът е потопен от британците край Капо Пасеро в Сицилия. Цената на мира (Договорът от Хага) изисква да се жертва нейният министър – кардинал Алберони, който е заточен, напускането на Сардиния и Сицилия и отказът от претенции към старите владения. Същият договор обаче установява, че Херцогство Парма и Пиаченца, в случай на липса на наследници на Фарнезе (династията е в процес на изчезване), ще премине към Карлос III – най-големият син на Изабела. Освен това от страна на прабаба си по бащина линия Маргарита де Медичи Изабела е и законната наследница на Медичите – великите херцози на Тоскана без мъжки потомци. Така че синовете ѝ скоро и с пълно право също могат да претендират към Тоскана.
След смъртта на Филип, когото Изабела надживява с 20 години, тя трябва да изчака смъртта на другия си доведен син, преди да види най-големия си син Карлос да се изкачи на трона на Испания. Междувременно той, с нейна подкрепа, по време на Войната за полското наследство успява да осигури Парма, Неапол и Сицилия за семейството.
Всъщност през 1731 г. Карлос завладява Парма и Пиаченца и през 1734 г. започва завладяването на Двете Сицилии. Прехвърлянето на активите на Фарнезе от Парма в Неапол датира именно от този период. След 1734 г. правата, които предишните договори дават на Карлос, се връщат на Изабела, която е обявена за законен суверен и херцогиня на Парма и Пиаченца. В паузата на суверенитета над херцогството на крал Карл Емануил III Савойски, на 8 ноември 1745 г. тя получава дължимата ѝ почит от ръцете на маркиза на Кастелар Балтасар Патиньо.

### Кралица-майка
На 9 юли 1746 г. управлението на Изабела завършва със смъртта на съпруга ѝ Филип V, който е наследен Фердинандо VI – син от първия му брак. Тъй като Фердинандо, подобно на баща си, оставя държавния бизнес на съпругата си Мария Барбара де Браганса, френският посланик отбелязва, че: „по-скоро Барбара наследява Изабела, отколкото Фердинанд наследява Филип.“
Изабела първоначално не се съгласява да предаде лесно властта. Тя се установява с двор от поддръжници в наето имение в Мадрид и иска да бъде информирана за правителствената политика, като открито критикува новите монарси. До средата на 1747 г. кралица Мария Барбара е насърчавана да се справи с нея от Португалия и Карвахал. На 23 юли 1747 г. Изабела е заточена със своя двор в Кралския дворец „Ла Гранха“, където прекарва останалата част от царуването на доведения си син, далеч от кралски двор и всякакво влияние върху политиката. Тя е домакиня на големи приеми, където приветства чуждестранни дипломати и насърчава критиките на опозицията към Фердинандо VI.

В края на Войната за австрийското наследство, в която се наблюдава непрекъснат обмен на територии между силите, с Договора от Аахен от 1748 г. на втория син на Изабела – Филип Бурбонски е потвърдена херцогската корона на Парма, дадена му вече (1731 – 1735) от брат му Карлос. Освен това Филип се жени за Луиза-Елизабет Бурбон-Френска – дъщеря на краля на Франция Луи XV. След смъртта на Фердинандо VI през 1759 г. Изабела приема временното регентството на Испания, очаквайки завръщането от Неапол на най-големия си син Карлос III през 1760 г., когото не е виждала от много години.

### Последни години
По времето между смъртта на съпруга си през 1746 г. и нейната собствена през 1766 г. тя е свидетелка на многобройни събития: възкачването на испанския трон на доведения ѝ син Фердинандо VI и Мария Барбара Португалска, които тя мрази, и възкачването на трона на Парма на нейния любим втори син Филип. През 1752 г. тя построява двореца Риофрио като своя резиденция.
Последните години от живота си Изабела прекарва в двореца в Аранхуес, където се посвещава на благотворителни дела и става защитница на йезуитите. Умира на 11 юли 1766 г. на 73-годишна възраст почти сляпа. Погребана е до съпруга си в Колегиалната църква на Кралския дворец „Ла Гранха“ в Сан Илдефонсо.

## Брак и потомство
Изабела е втората жена на Филип V и му ражда четири сина и три дъщери:
- Карлос III Бурбон-Испански (* 20 януари 1716, Мадрид; † 14 декември 1788, пак там), крал на Испания (1759 – 1788), крал на Неапол (като Карл VII) и Сицилия (като Карл V) (1735 – 1759) и херцог на Парма (като Карлос I) (1732 – 1735); ∞ 1738 за Мария-Амалия Саксонска (* 24 ноември 1724, Дрезден, Курфюрство Саксония; † 27 септември 1760, Мадрид, Кралство Испания), от която има тринадесет деца.
- Франсиско (* / † 1717)
- Мариана-Виктория Бурбон-Испански (* 31 март 1718, Мадрид, Кралство Испания; † 15 януари 1781, Лисабон, Кралство Португалия), чрез брак кралица на Португалия, ∞ 19 януари 1729 в Елваш за Жозе I (* 6 юни 1714, Лисабон, † 24 февруари 1777, Синтра), крал на Португалия, от когото има осем деца
- Филип Бурбон-Испански (* 15 март 1720, Мадрид; † 18 юли 1765, Алесандрия), херцог на Парма, Пиаченца и Гуастала (1748 – 1765), основател на страничната линия Бурбон-Парма, която управлява до 1860 г., ∞ 25 октомври 1739 г. за принцеса Луиза-Елизабет Бурбон-Френска (* 14 август 1727, Версай, Кралство Франция, † 6 декември 1759, пак там), първородна дъщеря на френския крал Луи XV и Мария Лешчинска, от която има три деца
- Мария Тереза Антония Рафаела Бурбон-Испанска (* 11 юни 1726, Мадрид, Кралство Испания; † 22 юли 1746, Версай, Кралство Франция), испанска инфанта и дофина на Франция; ∞ 23 февруари 1745 за Луи Фердинанд дьо Бурбон (* 4 септември 1729, Версай, † 20 декември 1765, Фонтенбло, Кралство Франция), дофин на Франция, от когото има едно дете.
- Луис Антонио Хайме Бурбон-Испански (* 25 юли 1727, Мадрид; † 7 август 1785, Аренас де Сан Педро), инфант на Испания, кардинал-дякон на титулярна църква „Санта Мария дела Скала“ в Рим, архиепископ на Толедо и примас на Испания, 13-ти граф на Chinchón, познат като Кардинал-инфант; ∞ 1776 морганатично за доня Мария Тереза де Валябрига и Розас, от която има четири деца
- Мария Антония Фернанда Бурбон-Испанска (* 17 ноември 1729, Алкасар де Севиля, Кралство Испания; † 19 септември 1785, Монкалиери, Сардинско кралство), чрез брак кралица на Сардиния, ∞ 1750 за Виктор-Амадей III Савойски (* 26 юни 1726, Торино, Сардинско кралство; † 16 октомври 1796, Монкалиери, Сардинско кралство), крал на Сардиния, от когото има дванадесет деца.